# Mannophryne olmonae
Mannophryne olmonae – gatunek płaza bezogonowego z rodziny Aromobatidae. Endemit wyspy Tobago położonej na północ od północnego wybrzeża Ameryki Południowej.

## Występowanie
Występuje jedynie w centralnej i wschodniej części wyspy Tobago należącej do państwa Trynidad i Tobago, na wysokości od 30 do 490 m n.p.m. Istnieje też stwierdzenie z pobliskiej wysepki Little Tobago, jednak podawane jest ono w wątpliwość.
Gatunek występuje w nizinnych lasach tropikalnych w pobliżu strumieni i źródeł. Jest też spotykany w lasach wtórnych, a nawet na opuszczonych plantacjach kakao, ale zazwyczaj nie na terenach wylesionych.

## Rozmnażanie
Jaja są składane na lądzie w gniazdach, a samce pilnują jaj. Po wykluciu samiec przenosi kijanki na swym grzbiecie do zbiornika wodnego.

## Status
W Czerwonej księdze gatunków zagrożonych IUCN płaz ten od 2013 roku klasyfikowany jest jako gatunek narażony (VU, ang. Vulnerable); wcześniej, od 2004 roku uznawano go za gatunek krytycznie zagrożony (CR, ang. Critically Endangered).
Lokalnie gatunek ten jest dość pospolity. Trend liczebności populacji oceniany jest jako stabilny. Do zagrożeń dla gatunku należy pozyskiwanie drewna, a także rozwój zabudowy mieszkaniowej na niższych wysokościach.